# Flughafen Suhar

i7
i11
i13
Der Flughafen Suhar (arabisch مطار صحار الدولي, englisch Sohar International Airport, IATA-Code: OHS, ICAO-Code: OOSH) ist ein Verkehrsflughafen nahe der Stadt Suhar in der Region Schamal al-Batina im Sultanat Oman. Der Flughafen wird durch den omanischen Flughafenbetreiber Oman Airports Management Company (OAMC) betrieben.

## Geschichte
Die Ausschreibung des Flughafens beinhaltete den Bau eines internationalen Flughafens inklusive Bahnensystem, Gebäuden und Infrastruktur. Der Auftrag war in 4 Abschnitte zerteilt, die jeweils einzeln ausgeschrieben werden. 2013 waren der 1 und 2 Teil des Auftrages vergeben, beziehungsweise bereits fertiggestellt. Die Fertigstellung war für das vierte Quartal 2013 vorgesehen. Das Gesamtvolumen des Auftrags belief sich auf 300 Millionen Dollar.
Im fertigen Zustand sollte der Flughafen über eine 4000 Meter lange Start- und Landebahn, einem Terminal für 500.000 Passagiere im Jahr sowie 50.000 Tonnen Fracht im Jahr, Rollwegen, einer Feuerstation, Wasser- und Stromversorgung, Beleuchtung der Pisten sowie Anfahrtsstraßen verfügen.
Im Januar 2016 wurde das Package 3 (Terminal und Airside Infrastructure) an L&T vergeben. Die geplante Bauzeit des finalen Abschnitts betrug 24 Monate und wurde pünktlich 2018 fertiggestellt.
2014 verkündete Oman Air, doch keine Flüge ab Maskat nach Suhar anzubieten. Somit war die einzige Verbindung weggefallen und der Flughafen stand drei Jahre still. Seit Juni 2017 finden internationale Flüge ab Suhar nach Schardscha statt. Air Arabia war somit die erste offizielle Verbindung am Flughafen.

## Destinationen
Derzeit wird der Flughafen von der Billigfluggesellschaft Air Arabia von seinem Drehkreuz Schardscha viermal täglich angeflogen. Qatar Airways bedient die katarische Hauptstadt Doha täglich. Ab Juli 2019 fliegt auch der omanische Billigcarrier Salam Air ab Salala die Küstenstadt an.